# فلوریزین
فلوریزین (به انگلیسی: Phlorizin) یک ترکیب شیمیایی با شناسه پاب‌کم ۶۰۷۲ است. شکل ظاهری این ترکیب، بلورهای جامد زرد تا سفید است.